# أحذية باليه
باليه شوز أو أحذية باليه هو فيلم تلفزيوني إنتاج بريطاني لعام 2007, مقتبس عن رواية أحذية البالية للكاتب نويل ستريافيلد ‏. قامت بانتجه جرانادا برودكشن واخراجه ساندرا جولدباشر وعرض لأول مرة على BBC One بتاريخ 26 ديسمبير لعام 2007.
يذكر ان هناك اقتباس اخر للرواية قامت به بي بي سي عام 1975 والذي اخرجه انذاك تيموثي كومبي.

## الممثلون
- إيما واتسون
- ياسمين بايجي
- لوسي بوينتون
- ريتشارد جريفيثز
- فيكتوريا وود
- ايميلا فوكس
- ايلين اتكنز
- بيتر باويلز
- مارك وارين  [لغات أخرى]‏
- هاريت والتير

## وصلات خارجية
- Ballet Shoes at BBC Online
- أحذية باليه على موقع IMDb (الإنجليزية)
- أحذية باليه على موقع روتن توميتوز (الإنجليزية)
- أحذية باليه على موقع ألو سيني (الفرنسية)
- أحذية باليه على موقع Turner Classic Movies (الإنجليزية)
- أحذية باليه على موقع أول موفي (الإنجليزية)
- أحذية باليه على موقع فيلمافينيتي (الإسبانية)
- أحذية باليه على موقع قاعدة بيانات الأفلام السويدية (السويدية)
- أحذية باليه على موقع قاعدة بيانات الفيلم (الإنجليزية)
- أحذية باليه على موقع ليتربوكسد (الإنجليزية)
- أحذية باليه على موقع كينوبويسك (الروسية)